# Шакира
Шакира Исабел Мебарак Рипољ (шп. Shakira Isabel Mebarak Ripoll; Баранкиља, 2. фебруар 1977) колумбијска је поп певачица, текстописац и играчица.
Пева на шпанском и португалском, поред тога пева пре свега на енглеском, а због специфичног стила певања добила је надимак латиноамеричка Аланис Морисет. Године 2001, добија награду Греми за најбољу латино нумеру.

## Биографија

### 1990—1993: Детињство и почеци
Шакира је рођена у Баранкиљи, Колумбија, у браку Колумбијке Нидије дел Кармен Рипољ Торадо (шпанско-италијанског порекла) и Американца либанског порекла Вилијама Мебарака Шадида. Има још шесторо браће и сестара. Са седам година почела је да пише текстове и компонује музику. Са десет година покушала је да пева у школском хору, али је била одбијена јер је њен глас био „сувише јак“. Због тога су је пријатељи задиркивали да пева „као коза“. Затим се пријавила се за певачко такмичење у ТВ емисији Vivan Los Niños (Живела деца).
У доби између 10 и 13 година често је певала на јавним приредбама и тако је стекла одређено знање о музици. Тада је упознала и позоришну продуценткињу Монику Арису, која је била импресионирана Шакиром и одлучила да јој помогне у каријери. За време авионског лета од Баранкиље до Боготе, Ариза је убедила продуцента Сони Колумбија Киру Варгаса да одржи аудицију за Шакиру у хотелу. Варгас је потом касету однео у Sony и предао је музичком уреднику. Међутим, уредник није био претерано одушевљен Шакириним певачким способностима. Варгас потом организује аудицију у Боготи након које Шакира потписује уговор са Сони Колумбијом о снимању три албума.
Magia (Магија) из 1991. је назив првог албума који је снимила за Сони Колумбију. Када је албум сниман имала је 15 година. Међутим, није се добро показао. Продато је свега 1.000 примерака албума. Након албума Magia, снимила је албум под насловом Peligro (Опасност) (1993). Албум је прошао боље од Magia, али је Шакира одлучила да паузира да би могла да заврши средњу школу.

### 1995—2000.
У студио се враћа 1995. године са трећим албумом Pies Descalzos (Босе ноге), који јој је донео популарност у Латинској Америци. Синглови Estoy Aquí (Овде сам), Pies Descalzos, Sueños Blancos (Босе ноге, бели снови), и Dónde Estás Corazón? (Где си, срце моје?) су постали иконе поп културе. Pies Descalzos је продат у преко 4 милиона копија, па је издат и ремикс албума назван The Remixes који је продат у више од милион копија. На албуму The Remixes уврштене су и верзије њених песама на португалском језику.
Њен четврти албум, ¿Dónde Están Los Ladrones? (Где су лопови?), изашао је 1998. године. Продуцент тог албума био је Емилио Естефан, а снимање је коштало три милиона америчких долара. Овај албум је био још успешнији и продат је у око седам милиона примерака. Тада је почела да стиче обожаваоце и у земљама ван шпанског говорног подручја као што су Француска, Швајцарска, Канада и нарочито САД. Осам од десет песама су постале синглови, укључујући Ciega, Sordomuda (Слепа, глува, и нема), Moscas En La Casa (Муве у кући), No Creo (Не верујем), Inevitable, Tú (Ти), Si Te Vas (Ако одеш), Octavo Día (Осми дан), и светски позната Ojos Así (Очи као твоје). Шакира избацује и први live албум MTV Unplugged. 
Марта 2000. креће на тромесечну турнеју по Латинској Америци и САД названу Tour Anfibio. У августу 2000. године освојила је награду MTV Video Music Award у категорији Омиљени међународни извођач.

### 2001—2004.
Године 2001, након успеха ¿Dónde Están Los Ladrones?, Шакира је почела да снима албум на енглеском језику. У сарадњи са Глоријом Естефан Шакира је написала текстове и снимила енглеске верзије песама са албума ¿Dónde Están Los Ladrones?. Касније се предомислила и одлучила да напише нове песме и да не користи старе. На албуму је радила преко годину дана, а резултат је био Laundry Service. Иако је био намењен енглеском тржишту, поп рок албум са утицајима шпанске и арапске музике имао је и четири песме на шпанском језику, укључујући Que Me Quedes Tú (Да ме чуваш). Неки критичари су сматрали да је Шакирино знање енглеског језика јако слабо да би могла да пише на њему, али Laundry Service је постигао велики успех са више од 13 милиона примерака продатих широм света. Хитови као што су Whenever, Wherever, Underneath Your Clothes, Te Dejo Madrid, Objection (Tango), и The One били су на топ-листама по неколико недеља, па чак и неколико месеци. 
Шакира је 2002. године објавила и свој шпански албум највећих хитова под називом Grandes éxitos. А DVD и компилацију од 10 песама објавила је 2004. године на албуму Live & Off the Record, а продат је у 3 милиона примерака широм света.
Септембра 2002. године Шакира је освојила International Viewer's Choice Award на MTV Video Music Awards са песмом Wherever, Whenever. Октобра исте године, освојила је 5 MTV Video Music Awards Latin America за најбољег женског извођача, најбољег поп извођача, најбољег извођача (северног региона), видео-спот године, и извођач године. На MTV Icon – Aerosmith, Шакира је извела њихову песму Dude (Looks Like A Lady). Такође 2002, Шакира се придружила Селин Дион, Анастазији, Шер и Дикси чикс у VH1 Divas Live Las Vegas.

### 2005—данас
Албум Fijación Oral Vol. 1 је објављен 6. јуна 2005. у Европи и 7. јуна 2005. у Северној Америци и Аустралији. Први сингл La Tortura (Мучење), у извођењу са Алехандром Сансом је достигао прво место у Шпанији и двадесет и треће место на топ-листи U.S. Billboard Hot 100. У Канади и Америци је песма La Tortura остварила најбољу позицију за неку песму на шпанском језику икада. Успех песме La Tortura се ширио великом брзином широм света па је чак била на првом место европске топ-листе неколико недеља. У Америци је La Tortura била рекордних 25 недеља на првом месту листе Billboard Hot Latin Tracks chart.

## Награде
1992. 
 1994. 
- - Најбољи национални извођач

 1996. 
1997.
- - Најбољи женски поп извођач
- - Најбољи нови извођач
- - Најбољи албум,
- - Најбољи видео-спот,
- - Најбољи нови извођач
- - Најбоља латино женска певачица
- - Поп певачица године

1998.
- - Најбољи женски поп наступ
- - Најбољи латино извођач
- - Карневала у Баранкиљи

1999.
- - Најбољи латино-амерички соло извођач
- - Најбољи поп извођац, женски
- - Најбоља поп певачица године
- - Најбољи албум године
- Најбољи поп албум,
- - Колумбијски извођач века
- - Најбољи женски поп извођач
- - Најбољи поп певач/певачица
- - Најбољи женски поп албум

2000.
- - Најбољи женски рок наступ
- - Најбољи женски поп наступ
- - Омиљени видео-спот

2001.
- - Најбољи латино поп албум
- - Најбољи женски поп албум
- - Најбољи латино албум
- - Рок албум године
- - Рок наступ године

2002.
- - Најбољи женски поп извођач
- - Женска звезда у успону
- - Најбољи нови извођач, интернационални
- - Најбољи видео-спот
- - Најбољи интернационални видео-спот
- - Најбољи интернационални извођач
- - Најбољи видео-спот
- - Извођач године
- - Видео-спот године
- - Најбољи поп извођач
- - Најбоља поп певачица
- - Најбољи извођач (север)
- - Најбољи нови извођач године

2003.
- - Најбољи женски поп извођач
- - Латино песма године
- - Најбољи латино женски извођач
- - Најбоља песма године
- - Најбољи латино поп извођач
- - Најбоља интернационална песма (Whenever, Wherever)
- - Најбољи интернационални албум
- - Најбољи интернационални женски извођач

2004.
- - Најбољи женски поп извођач

2005.
- - Динамичан дуо
- - Најбољи покрети
- - Чујем је свуда
- - Омиљена поп звезда
- - Рок на шпанском
- - Најбољи поп извођач
- - Женски солиста
- - Најбољи латино извођач
- - Латино песма године
- - Латино албум извођача године
- - Латимо албум године
- - Извођач године
- - Најбољи поп извођач
- - Најбољи женски извођач
- - Најбољи извођач централног региона
- - Видео-спот године -

2006.
- - Најбоља интернационална песма године -
- - Најбољи латино рок албум -
- - Најбоља латино денс песма -
- - Албум године -
- - Група или дует године -
- - Песма године -
- - Врућа латино песма године -
- - Врућа латино песма године, дует -
- - Латино поп албум године, женски -
- - Латино поп песма која је највише емитована на радио-станицама током године, дуо или група
- - Латино мелодија године
- - Дух наде
- - Албум на шпанском језику године -
- - Непревазиђени музички извођач (женски)
- - Омиљени рок извођач
- - Најбољи покрети

## Дискографија
- 1991.: Magia
- 1993.: Peligro
- 1995.: Pies Descalzos
- 1997.: The Remixes
- 1998.: ¿Dónde Están Los Ladrones?
- 2001.: Laundry Service
- 2002.: Grandes Éxitos
- 2005.: Fijación Oral Vol. 1
- 2005.: Oral Fixation Vol. 2
- 2009.: She Wolf
- 2010.: Sale El Sol
- 2011.: Live From Paris
- 2014.: Shakira
- 2017.: El Dorado
- 2024.: Las Mujeres Ya No Lloran

### Видеографија
| Спот                             | Година | Режисер                                   |
| -------------------------------- | ------ | ----------------------------------------- |
| Magia                            | 1991   |                                           |
| Esta Noche Voy Contigo           | 1991   |                                           |
| Sueños                           | 1991   |                                           |
| Tú Serás La Historia de Mi Vida  | 1993   |                                           |
| Estoy Aquí                       | 1995   | Симон Бренд                               |
| ¿Dónde Estás Corazón             | 1996   | Оскар Азула, Џулијан Торес                |
| ¿Dónde Estás Corazón             | 1996   | Густаво Гарзон                            |
| Pies Descalzos, Sueños Blancos   | 1996   | Густаво Гарзон                            |
| Un Poco de Amor                  | 1996   | Густаво Гарзон                            |
| Se Quiere, Se Mata               | 1997   | Џуан Карлос Мартин                        |
| Ciega, Sordomuda                 | 1998   | Густаво Гарзон                            |
| Tú                               | 1996   | Емилио Естефан                            |
| Inevitable                       | 1998   | Густаво Гарзон                            |
| No Creo                          | 1999   | Густаво Гарзон                            |
| Ojos Así                         | 1999   | Марк Кор                                  |
| Whenever, Wherever               | 2001   | Францис Лавренс                           |
| Underneath Your Clothes          | 2001   | Херб Рајтс                                |
| Objection (Tango)                | 2002   | Дејв Мејерс                               |
| Te Dejo Madrid                   | 2002   | W.I.Z.                                    |
| Que Me Quedes Tu                 | 2002   | Естебан Сапир, Рамиро Агула               |
| The One                          | 2002   | Естебан Сапир, Рамиро Агула               |
| La Tortura                       | 2005   | Мајкл Хаусман                             |
| No                               | 2005   | Хауме де Лаигуана                         |
| Don't Bother                     | 2005   | Хауме де Лаигуана                         |
| Dia de Enero                     | 2006   | Хауме де Лаигуана                         |
| Hips Don't Lie                   | 2006   | Софи Мулер                                |
| Illegal                          | 2006   | Шакира, Хауме де Лаигуана                 |
| Beautiful Liar                   | 2006   | Џејк Нава                                 |
| Te Lo Agradezco, Pero No         | 2006   | Хауме де Лаигуана                         |
| Las de la Intuición              | 2007   | Шакира, Хауме де Лаигуана                 |
| Hay Amores                       | 2008   | Винсент Пасери                            |
| She Wolf                         | 2009   | Џејк Нава                                 |
| Did It Again                     | 2009   | Софи Мулер                                |
| Give It Up To Me                 | 2009   | Софи Мулер                                |
| Gypsy                            | 2010   | Хауме де Лаигуана                         |
| Waka Waka (This Time for Africa) | 2010   | Маркус Рабој                              |
| Loca                             | 2010   | Хауме де Лаигуана                         |
| Sale El Sol                      | 2010   | Хауме де Лаигуана                         |
| Rabiosa                          | 2011   | Хауме де Лаигуана                         |
| Addicted to You                  | 2012   | Антони Мандлер                            |
| Get It Started                   | 2012   | David Rosseau                             |
| Can't Remember to Forget You     | 2014   | Џозеф Кан                                 |
| Nunca Me Acuerdo de Olvidarte    | 2014   | Џозеф Кан                                 |
| Empire                           | 2014   | Џонатан Крејвен, Дарен Крејг, Џеф Николас |
| Dare (La La La)                  | 2014   | Антони Мандлер                            |
| La La La (Brazil 2014)           | 2014   | Хауме де Лаигуана                         |
| Mi Verdad                        | 2015   | Хауме де Лаигуана                         |
| Try Everything                   | 2016   | Бирон Ховард, Рич Мур, Џаред Буш          |
| La Bicicleta                     | 2016   | Хауме де Лаигуана                         |
| Chantaje                         | 2016   | Хауме де Лаигуана                         |
| Deja Vu                          | 2017   | Хауме де Лаигуана                         |
| Comme moi                        | 2017   | Хауме де Лаигуана                         |
| Me Enamoré                       | 2017   | Шакира, Хауме де Лаигуана                 |
| Perro Fiel                       | 2017   | Хауме де Лаигуана                         |
| Trap                             | 2018   | Хауме де Лаигуана                         |
| Clandestino                      | 2018   | Хауме де Лаигуана                         |
| Nada                             | 2018   | Хауме де Лаигуана                         |
| Me Gusta                         | 2020   | Дру Кирш                                  |
| Girl Like Me                     | 2020   | Рич Ли                                    |
| Dont Wait Up                     | 2021   | Тану Муино                                |
| Te Felicito                      | 2022   | Хауме де Лаигуана                         |
| Don't You Worry                  | 2022   | Director X                                |
| Monotonía                        | 2022   | Director X                                |
| TQG                              | 2023   | Педро Артола                              |
| Acróstico                        | 2023   |                                           |
| Copa Vacía                       | 2023   | Хауме де Лаигуана,Шaкира                  |
| El Jefe                          | 2023   | Јора Францис                              |
| Punteria                         | 2024   | Дејв Мејерс                               |
| Entre Paréntesis                 | 2024   |                                           |
| Soltera                          | 2024   |                                           |
| Ultima                           | 2025   |                                           |
| Besame                           | 2025   |                                           |

## Филмографија
| Наслов                      | Година  |
| --------------------------- | ------- |
| Ружна Бети                  | 2009    |
| Чаробњаци с Вејверли Плејса | 2010    |
| Дора и пријатељи            | 2011    |
| The Voice                   | 2013-14 |
| Зоотрополис+                | 2022    |

| Наслов              | Година |
| ------------------- | ------ |
| Зоотрополис         | 2016   |
| Госпођица Американа | 2020   |
| Halftime            | 2022   |